# Vụ nổ Quan Độ 2018
Vụ nổ tại Quan Độ 2018 là một vụ nổ xảy ra vào khoảng 4 giờ 30 phút (UTC+07:00) ngày 3 tháng 1 năm 2018 tại thôn Quan Độ xã Văn Môn, huyện Yên Phong thuộc tỉnh Bắc Ninh tại Việt Nam.
Nguyên nhân được cho là nổ vũ khí phosphor trắng của bảy tấn đầu đạn tại một kho phế liệu, những phế liệu quân dụng này liên quan đến sáu quân nhân tại Trung tâm Công nghệ xử lý bom mìn thuộc Binh chủng Công binh, hậu quả khiến hai người tử vong và mười người bị thương. Chủ kho phế liệu và sáu quân nhân bị khởi tố hình sự, đồng thời chính quyền Bắc Ninh hứng chịu sự chỉ trích vì buông lỏng quản lý.

## Vụ nổ
Quan Độ là một trong năm thôn của xã Văn Môn, nằm ở phía tây nam của huyện Yên Phong và cách thành phố Bắc Ninh 20 km; địa giới thôn giáp một số xã thuộc huyện Đông Anh tại Hà Nội. Thôn Quan Độ trước đây làm nông nghiệp và là vùng kinh tế kém phát triển, bắt đầu từ khoảng cuối thập niên 1990 thì người dân chuyển sang kinh doanh phế liệu. Khoảng thập niên 2000, nhiều người tại thôn Quan Độ hoạt động kinh doanh phế liệu vũ khí và vật liệu nổ như máy bay tiêm kích, tên lửa, xe tăng; sau đó phân phối phế liệu đã chế xuất đến Đa Hội (Đông Anh, Hà Nội), Đại Bái (Gia Bình, Bắc Ninh) hoặc Chợ Giời. Xã Văn Môn thống kê 500 hộ kinh doanh phế liệu, tính riêng thôn Quan Độ có 100 hộ. Mỗi ngày có hàng trăm xe tải chở phế liệu lưu thông trong xã Văn Môn nhưng không bị kiểm soát. Phó Chủ tịch Ủy ban nhân dân huyện Yên Phong Nguyễn Chí Cường xác nhận có một phó chủ tịch huyện phụ trách hoạt động kinh doanh phế liệu và một tổ thanh tra chuyên trách hoạt động giám sát thường trực.
Ba hộ trong thôn kinh doanh phế liệu quân dụng, trong đó bao gồm chủ kho phế liệu Nguyễn Văn Tiến. Kho phế liệu của Tiến có 5–10 công nhân tháo kíp và chế xuất đầu đạn hàng ngày, trong khi xe tải nhập hàng về kho vào ban đêm. Theo trưởng thôn Quan Độ Nguyễn Văn Lý, chủ kho Nguyễn Văn Tiến đã bắt đầu nhập phế liệu quân dụng từ thập niên 1990. Đầu tháng 12 năm 2016, chủ kho phế liệu Nguyễn Văn Tiến mua bảy tấn đầu đạn từ một quân nhân thuộc Trung tâm Công nghệ xử lý bom mìn và tiến hành rắc muối lên vỏ đạn nhằm thực hiện phản ứng oxid hóa khử. Khoảng 4 giờ 30 phút ngày 3 tháng 1 năm 2018, một vụ nổ xảy ra tại khu phế liệu giữa thôn Quan Độ thuộc xã Văn Môn, địa phận quản lý của huyện Yên Phong thuộc tỉnh Bắc Ninh tại Việt Nam. Một tiếng rít lớn và kéo theo tiếng nổ sau đó, các đầu đạn văng xa trong bán kính 1 km. Phó chủ tịch xã Văn Môn Mẫn Văn Truyền cho biết tâm vụ nổ là một kho phế liệu không người ở, phạm vi ảnh hưởng của vụ nổ khoảng 5 km và vùng bán kính sát thương 1 km. Tâm vụ nổ được xác nhận là căn nhà của Nguyễn Văn Lợi — cháu của Nguyễn Văn Tiến — sinh sống, nhưng quyền sử dụng đất thuộc về Nguyễn Văn Tiến. Tâm vụ nổ tạo một hố sâu rộng khoảng 8,5m và dài 13,5 m cùng với độ sâu hơn 3 m. Khoảng cuối thập niên 2000, kho phế liệu này thuộc sở hữu của Nguyễn Văn Tạo — bố Nguyễn Văn Tiến — đã xảy ra một vụ nổ phế liệu khiến một người tử vong.

## Hậu quả

### Thương vong
Theo Sở Y tế Bắc Ninh, Bệnh viện Đa khoa huyện Yên Phong và Bệnh viện Đa khoa Bắc Ninh tiếp nhận sáu nạn nhân. Hai nạn nhân tử vong trước khi nhập viện, hai nạn nhân điều trị tại Bệnh viện Đa khoa Bắc Ninh, một nạn nhân được chuyển đến Bệnh viện Việt Đức, một nạn nhân đã xuất viện. Bệnh viện Đa khoa tỉnh Bắc Ninh thông báo không có trường hợp chấn thương sọ não. Khoảng 14 giờ 30 phút ngày 3 tháng 1, một người đàn ông bị nát tay vì đầu đạn phát nổ trong lúc thu gom phế liệu quân dụng cách hiện trường vụ nổ 500–800 m. Tính đến ngày 7 tháng 1, thống kê hai nạn nhân tử vong và 10 nạn nhân bị thương.
| Số thứ tự | Họ tên             | Giới tính | Tuổi | Nguyên quán                           | Tình trạng                                                                                    | Nguồn                       |
| --------- | ------------------ | --------- | ---- | ------------------------------------- | --------------------------------------------------------------------------------------------- | --------------------------- |
| 1         | Nguyễn Văn Nam     | nam       | 1    | Quan Độ, Văn Môn, Yên Phong, Bắc Ninh | Tử vong tại vụ nổ                                                                             | [ 20 ] [ 24 ] [ 25 ]        |
| 2         | Đặng Thùy Trang    | nữ        | 5    | Quan Độ, Văn Môn, Yên Phong, Bắc Ninh | Tử vong tại vụ nổ                                                                             | [ 20 ] [ 24 ] [ 25 ]        |
| 3         | Nghiêm Thị Hằng    | nữ        | 48   | Quan Độ, Văn Môn, Yên Phong, Bắc Ninh | Điều trị tại Bệnh viện Đa khoa Bắc Ninh                                                       | [ 14 ] [ 20 ] [ 26 ]        |
| 4         | Nguyễn Văn Lợi     | nam       | 29   | Quan Độ, Văn Môn, Yên Phong, Bắc Ninh | Điều trị tại Bệnh viện Đa khoa Bắc Ninh, bố Nguyễn Văn Nam                                    | [ 14 ] [ 20 ] [ 26 ]        |
| 5         | Đặng Thị Thắm      | nữ        | 23   | Quan Độ, Văn Môn, Yên Phong, Bắc Ninh | Điều trị tại Bệnh viện Việt Đức, mẹ Nguyễn Văn Nam                                            | [ 14 ] [ 20 ] [ 26 ]        |
| 6         | Đặng Đình Tiến     | nam       | 32   | Quan Độ, Văn Môn, Yên Phong, Bắc Ninh | Điều trị tại Bệnh viện Đa khoa Bắc Ninh (xuất viện), bố Đặng Thùy Trang                       | [ 12 ] [ 16 ] [ 20 ] [ 26 ] |
| 7         | Lưu Thị Sen        | nữ        | –    | Quan Độ, Văn Môn, Yên Phong, Bắc Ninh | Điều trị tại Bệnh viện Đa khoa Bắc Ninh, mẹ Đặng Thùy Trang                                   | [ 26 ] [ 27 ]               |
| 8         | Đặng Đình Tuyến    | –         | –    | Quan Độ, Văn Môn, Yên Phong, Bắc Ninh | Điều trị tại Bệnh viện Đa khoa Bắc Ninh                                                       | [ 26 ] [ 27 ]               |
| 9         | Đặng Thị Hoa       | nữ        | –    | Quan Độ, Văn Môn, Yên Phong, Bắc Ninh | Điều trị tại Bệnh viện Đa khoa Bắc Ninh                                                       | [ 26 ] [ 27 ]               |
| 10        | Đặng Thị Ánh Dương | nữ        | –    | Quan Độ, Văn Môn, Yên Phong, Bắc Ninh | Điều trị tại Bệnh viện Đa khoa Bắc Ninh                                                       | [ 26 ] [ 27 ]               |
| 11        | Nguyễn Thị Nhung   | nữ        | –    | Quan Độ, Văn Môn, Yên Phong, Bắc Ninh | Điều trị tại Bệnh viện Đa khoa Bắc Ninh                                                       | [ 26 ] [ 27 ]               |
| 12        | Lê Ngọc Hà         | nam       | 43   | Vĩnh Lộc, Thanh Hóa                   | Nát tay khi gom phế liệu cách hiện trường vụ nổ 500m. Điều trị tại Bệnh viện Đa khoa Bắc Ninh | [ 22 ] [ 23 ] [ 25 ]        |

### Thiệt hại
Tâm vụ nổ khiến năm căn nhà mái ngói bị thổi bay và một nhà cao tầng bị hư hại. Mười căn nhà mái ngói gần tâm vụ nổ bị tốc mái và sập tường; trong đó, căn nhà ba tầng gần kho phế liệu bị thổi bay mất tầng trên. Gạch ngói và đất đá văng khắp thôn Quan Độ trong bán kính 1 km, vỏ đạn xuyên qua mái ngói và cửa kính của nhà người dân. Trường mầm non xã Văn Môn cách tâm vụ nổ 100 m bị hư hại cửa ra vào và trần nhà bung rời, sân trường và hành lang rơi vãi nhiều mảnh đạn. Theo thống kê, khoảng 100 căn nhà tại khu vực lân cận bị hư hại nặng, hàng trăm căn nhà trong bán kính 1,5 km bị ảnh hưởng, nhiều căn nhà bị tốc mái trong bán kính cách vụ nổ 500 m. Thôn Quan Độ bị mất điện diện rộng do hệ thống điện lưới bị hư hại sau vụ nổ. Phó Chủ tịch Ủy ban nhân dân xã Văn Môn Nguyễn Hoàng Gia thống kê 217 hộ gia đình bị thiệt hại sau vụ nổ.

## Cứu hộ
Ngay khi vụ nổ xảy ra với không khí đậm mùi thuốc súng, người dân Quan Độ đào bới tìm kiếm các nạn nhân; hầu hết nạn nhân bị ngất xỉu và một số bị chấn thương ngực. Khoảng 30 phút sau vụ nổ, Ủy ban nhân dân huyện Yên Phong và chính quyền xã cùng lực lượng cảnh sát đến phong tỏa hiện trường, đồng thời tiến hành khám nghiệm tử thi và thống kê thiệt hại. Sáng cùng ngày, Cục trưởng Cục Quản lý khám chữa bệnh thuộc Bộ Y tế Lương Ngọc Khuê chỉ thị Sở Y tế tỉnh Bắc Ninh lập phương án cấp cứu các nạn nhân. Sau đó, Sở Y tế tỉnh Bắc Ninh chỉ thị Bệnh viện Đa khoa Bắc Ninh và Bệnh viện Đa khoa Yên Phong điều động tổ cấp cứu đến xã Văn Môn; đồng thời chỉ thị Trung tâm cấp cứu 115 điều động một xe cấp cứu đến hiện trường. Giám đốc Sở Y tế Bắc Ninh Tô Thị Mai Hoa chỉ thị điều động các đơn vị cấp cứu và thiết lập một khu riêng biệt điều trị nạn nhân vụ nổ. Khu vực phong tỏa khoảng 1 km², người dân trong phạm vi phong tỏa được di dời để lực lượng công binh khám nghiệm hiện trường và rà phá bom mìn. Rào chắn xung quanh hiện trường được lắp đặt sơ sài, trong khi người dân tập trung áp sát rào chắn vì hiếu kỳ. Phó Chủ tịch Ủy ban nhân dân tỉnh Bắc Ninh Nguyễn Hữu Thành cùng đại diện công an tỉnh Bắc Ninh và Bộ Chỉ huy Quân sự tỉnh Bắc Ninh phối hợp với chính quyền huyện Yên Phong thị sát hiện trường. Khoảng 11 giờ cùng ngày, Văn phòng Ủy ban Quốc gia Ứng phó sự cố, thiên tai và Tìm kiếm cứu nạn điều động khoảng 200 người từ Binh chủng Công binh (Lữ đoàn Công binh 229, Tiểu đoàn công binh vật cản 93) và Bộ Chỉ huy quân sự tỉnh Bắc Ninh cùng Bộ Chỉ huy quân sự huyện Yên Phong đến thôn Quan Độ thu gom phế liệu quân dụng trong hai ngày 4–5 tháng 1. Buổi chiều ngày cùng ngày, Ủy ban nhân dân huyện Yên Phong tổ chức họp nhằm khắc phục hậu quả vụ nổ. Sáng ngày 4 tháng 1, người dân Quan Độ và lực lượng công binh tiếp tục thu gom đầu đạn mặc dù mưa, quá trình sửa chữa và kiến thiết tư gia được người dân khởi công thực hiện.
| Tố chức                           | Nạn nhân | Nạn nhân  | Ghi chú                                                                                                 | Nguồn                |
| Tố chức                           | Tử vong  | Bị thương | Ghi chú                                                                                                 | Nguồn                |
| --------------------------------- | -------- | --------- | --- | -------------------- |
| Ủy ban nhân dân huyện Yên Phong   | 4        | 3         | Đây là số tiền trao tặng cho từng trường hợp nạn nhân tử vong, hoặc từng trường hợp nạn nhân bị thương. | [ 25 ] [ 26 ] [ 27 ] |
| Bộ Tư lệnh Quân khu 1             | 5        | 2         | Đây là số tiền trao tặng cho từng trường hợp nạn nhân tử vong, hoặc từng trường hợp nạn nhân bị thương. | [ 25 ] [ 40 ]        |
| Bộ Chỉ huy quân sự tỉnh Bắc Ninh  | 3        | 1         | Đây là số tiền trao tặng cho từng trường hợp nạn nhân tử vong, hoặc từng trường hợp nạn nhân bị thương. | [ 25 ] [ 40 ]        |
| Trung tâm Công nghệ xử lý bom mìn | 10       | 3         | Đây là số tiền trao tặng cho từng trường hợp nạn nhân tử vong, hoặc từng trường hợp nạn nhân bị thương. | [ 25 ] [ 41 ]        |

Chính quyền huyện Yên Phong và xã Văn Môn tiến hành thuê nhà cho các hộ gia đình trong quá trình sửa chữa hạ tầng tại gia. Phó Chủ tịch Ủy ban nhân dân tỉnh Bắc Ninh Nguyễn Hữu Thành đến thăm hỏi và trao tặng cho mỗi nạn nhân tử vong 5 triệu đồng từ Quỹ bảo trợ trẻ em Việt Nam. Ủy ban nhân dân huyện Yên Phong cấp kinh phí sửa chữa lại hạ tầng trường mầm non xã Văn Môn. Ngày 5 tháng 1, Ủy ban Mặt trận Tổ quốc tỉnh Bắc Ninh đến thăm và trao tặng sáu triệu đồng cho hai gia đình có nạn nhân tử vong. Hôm sau, Ủy ban Quốc gia Ứng phó sự cố, thiên tai và Tìm kiếm cứu nạn cho biết khoảng 160 người từ Binh Chủng Công binh vẫn tiếp tục thu gom vật liệu quân dụng còn sót lại. Thống kê 6,8 tấn đầu đạn và mảnh kim loại được bàn giao cho Trường bắn Quốc gia khu vực 1 tại Bắc Giang. Ủy ban nhân dân huyện Yên Phong quyết định cấp 420 triệu đồng nhằm khắc  phục hậu quả vụ nổ, đồng thời lập hồ sơ xác nhận hộ nghèo đối với hai gia đình nạn nhân Nguyễn Văn Lợi và Đặng Đình Tiến.

## Nguyên nhân
Chủ tịch Ủy ban nhân dân tỉnh Bắc Ninh Nguyễn Tử Quỳnh xác nhận nguyên nhân sơ bộ do "người dân mua vật liệu nổ để chế xuất phế liệu". Cùng ngày, Bộ Tư lệnh Công binh nhận định nguyên nhân do chủ kho phế liệu xếp số lượng lớn đầu đạn thành khối và rắc muối nhằm thực hiện oxy hóa khử để thu kim loại tái chế. Tại Hội Hỗ trợ khắc phục hậu quả bom mìn Việt Nam, đại tá Vũ Quốc Bình cho biết muối tiếp xúc với đầu đạn thì có thể tạo ra phosphor và lưu huỳnh, các chất này khi tiếp xúc với oxy sẽ gây cháy nổ.
Nguyên nhân được Bộ Quốc phòng xác nhận do tập trung số lượng lớn các loại đạn 23mm, 14,5mm, 12,7mm; có thể lẫn đạn phosphor nên gây cháy và kích nổ toàn bộ khối đạn. Ngày 5 tháng 1, Bộ Quốc phòng xác nhận đây là "vụ nổ vật liệu nổ thu gom sau rà phá và xử lý đạn", đồng thời thừa nhận liên quan đến một số quân nhân tại Trung tâm Công nghệ xử lý Bom mìn thuộc Binh chủng Công binh.

## Điều tra
Khoảng 9 giờ ngày 3 tháng 11, công an huyện Yên Phong triệu tập Nguyễn Văn Tiến và người vợ Nguyễn Thị Cảnh nhằm điều tra nguyên nhân vụ nổ. Chủ tịch Ủy ban nhân dân tỉnh Bắc Ninh Nguyễn Tử Quỳnh chỉ thị Giám đốc Công an tỉnh và Bộ Chỉ huy Quân sự tỉnh điều tra nguyên nhân. Chủ phế liệu Nguyễn Văn Tiến khai nhận mua bảy tấn đầu đạn từ một cá nhân tại Trung tâm Công nghệ xử lý bom mìn thuộc Binh chủng Công binh, Bộ Quốc phòng thông báo đang điều tra một quân nhân thuộc Binh chủng Công binh. Khoảng 11 giờ cùng ngày, Bộ Quốc phòng điều động Binh chủng Công binh đến khám nghiệm hiện trường và sau đó phối hợp với Bộ Chỉ huy quân sự tỉnh Bắc Ninh để điều tra nguyên nhân vụ nổ. Phó tư lệnh Binh chủng Công binh Phạm Nguyên Hùng cho biết "nếu bất kỳ tổ chức, cá nhân nào vi phạm pháp luật thì phải chịu xử lý". Phó giám đốc Trung tâm Công nghệ xử lý bom mìn Nghiêm Đình Thiện thông báo có biện pháp với các quân nhân liên quan nếu có kết quả điều tra từ cảnh sát, đồng thời khẳng định công binh không được bán vật liệu nổ ra thị trường dân sự.
Buổi trưa ngày 4 tháng 1, Phó Giám đốc Công an tỉnh Bắc Ninh Nguyễn Văn Long cho biết lời khai của chủ kho phế liệu "vẫn còn mẫu thuẫn nên chưa có kết luận", trong khi trưởng Công an huyện Yên Phong Vũ Xuân Lộc thông tin tâm vụ nổ là tư gia của Nguyễn Văn Tiến nhưng gia đình này đã chuyển đến sống tại thị xã Từ Sơn từ lâu. Tối cùng ngày, Bộ Tư lệnh Công binh đến thị sát hiện trường, sau đó phối hợp với Bộ Chỉ huy Quân sự tỉnh Bắc Ninh nhằm xác định nguyên nhân. Ngày 6 tháng 1, Bộ Quốc phòng thông cáo "vẫn đang xác minh thông tin theo lời khai của chủ cơ sở phế liệu và chưa có kết luận cuối cùng". Hôm sau, Phó Thủ tướng Chính phủ Trương Hòa Bình chỉ thị Ủy ban nhân dân tỉnh Bắc Ninh phối hợp với Bộ Công an và Bộ Quốc phòng điều tra nguyên nhân vụ nổ; đồng thời yêu cầu báo cáo Thủ tướng Chính phủ trước ngày 15 tháng 1.

## Hệ quả

### Chính quyền địa phương
Phó Chủ tịch Ủy ban nhân dân huyện Yên Phong Nguyễn Chí Cường nói rằng không thể kiểm soát được mua bán vật liệu nổ vì người dân mua bán lậu, trưởng thôn Quan Độ Nguyễn Văn Lý thừa nhận hàng trăm chuyến xe tải lưu thông chở phế liệu mỗi ngày trên trục đường chính của xã nhưng không bị kiểm soát. Chủ tịch huyện Yên Phong Nguyễn Văn Bang thông báo rà soát quy trình quản lý ở các cấp nhằm truy cứu trách nhiệm nếu có; đồng thời tiét lộ quy hoạch cụm công nghiệp làng nghề chưa triển khai do vấn đề giải phóng mặt bằng. Chủ tịch Ủy ban nhân dân tỉnh Bắc Ninh Nguyễn Tử Quỳnh khẳng định sẽ khởi tố vụ án nếu có dấu hiệu hình sự. Chủ tịch Ủy ban nhân dân xã Văn Môn Nguyễn Văn Hậu khẳng định sẽ tăng cường tuyên truyền phòng tránh cháy nổ và công tác kiểm tra.
Ngay sau vụ nổ, chính quyền địa phương tuyên truyền người dân Quan Độ về quy định liên quan đến kinh doanh phế liệu. Phó chủ tịch Ủy ban nhân dân xã Văn Môn Nguyễn Hoàng Gia dẫn giải Luật Doanh nghiệp Việt Nam, đồng thời thừa nhận chính quyền cấp xã không có thẩm quyền kiểm tra các đơn vị kinh doanh tại địa phương và không có thẩm quyền kiểm tra các phương tiện vận chuyển hàng hoá. Từ ngày 6 tháng 1, huyện Yên Phong thành lập ba chốt kiểm soát cả ngày lẫn đêm tại các trục đường chính vào xã Văn Môn; nhân sự chốt kiểm soát gồm cảnh sát huyện và lực lượng quân sự cùng quản lý thị trường tiến hành giám sát phương tiện vận chuyển phế liệu. Huyện Yên Phong tiến hành thống kê số lượng hộ kinh doanh phế liệu, đồng thời điều động lực lượng tại các trục đường nhỏ nhằm phát hiện xe tải chở phế liệu vi phạm. Ngày 5 tháng 1, công an tỉnh Bắc Ninh và phòng ban chuyên trách huyện Yên Phong yêu cầu 157 hộ gia đình xã Văn Môn ký văn bản cam kết không mua bán phế liệu quân dụng.

### Chủ kho phế liệu
Kho phế liệu thứ hai của Nguyễn Văn Tiến cách vụ nổ 500 m, bên trong chứa các thiết bị điện tử và phế liệu quân dụng, kho hàng bị niêm phong và bị thu giữ toàn bộ phế liệu quân dụng. Kho phế liệu liệu thứ hai chứa các đầu đạn 15,5 mm không còn thuốc nổ. Tối ngày 3 tháng 1, chủ kho phế liệu Nguyễn Văn Tiến bị cảnh sát tỉnh Bắc Ninh bắt giữ và bị khởi tố vì "tàng trữ, mua bán trái phép vũ khí quân dụng" theo điều 304 Bộ luật Hình sự Việt Nam. Công an tỉnh Bắc Ninh thông báo "đang làm rõ nguyên nhân và xác định đồng phạm nếu có, toàn bộ số đầu đạn thu được sẽ giao cho quân đội xử lý theo thẩm quyền".

### Trung tâm Công nghệ xử lý bom mìn
Bộ Quốc phòng chuyển hồ sơ truy tố đến Viện Kiểm sát Quân sự Trung ương vào ngày 5 tháng 11 cùng năm, Tòa án Quân sự Quân khu 1 xét xử sơ thẩm sáu quân nhân thuộc Trung tâm Công nghệ xử lý bom mìn và Trung tâm hành động bom mìn quốc gia vào ngày 9 tháng 5 năm 2019.

## Phản ứng

### Người dân khu vực
Trước sự cố, người dân khu vực cho rằng chủ kho phế liệu Nguyễn Văn Tiến có nghiệp vụ xử lý an toàn phế liệu quân dụng nên không có ý kiến. Khi vụ nổ xảy ra, người dân Quan Độ la hét và tháo chạy hỗn loạn trong màn sương lạnh buổi sáng, những người gần vụ nổ không trở lại nhà vì sợ phế liệu quân dụng phát nổ. Một người dân cảm nhận được rung chấn dù cách tâm vụ nổ 1 km, một người dân cách tâm vụ nổ 2 km nghe thấy tiếng nổ và cho biết sân rơi vãi nhiều thỏi sắt nhỏ. Một nạn nhân bất ngờ khi kho chứa phế liệu chứa nhiều đầu đạn dù tư gia nạn nhân gần tâm vụ nổ, đồng thời cho biết ngửi thấy mùi pháo khét nổ tí tách trong một tuần trước khi vụ nổ xảy ra. Người dân từng kiến nghị chính quyền xã Văn Môn về nguy cơ cháy nổ và ô nhiễm môi trường trước vụ nổ nhưng không có kết quả, người dân Quan Độ tiếp tục kiến nghị chính quyền địa phương rà soát lại phương thức quản lý kinh doanh phế liệu sau vụ nổ. Sau 7 tháng kể từ vụ nổ, người dân khu vực đang xây dựng lại nhà và vẫn còn nhặt được một số vỏ đạn.

### Học giả – Luật gia
Chủ tịch Hội Hóa học Hà Nội Bùi Thị An chỉ trích sự buông lỏng quản lý của chính quyền địa phương. Theo luật sư Hứa Thị Thảo tại Đoàn Luật sư Thành phố Hồ Chí Minh, trường hợp này có thể bị truy tố theo điều 304 hoặc điều 305 Bộ luật Hình sự Việt Nam. Tại Đoàn luật sư Hà Nội, luật sư Trương Anh Tú cho rằng chủ kho phế liệu có thể bị truy tố theo điều 307 Bộ luật hình sự Việt Nam nếu có đủ dấu hiệu vi phạm, trong khi luật sư Nguyễn Anh Thơm cho rằng nếu tính mạng của người khác bị xâm phạm thì phải bồi thường theo Luật Dân sự Việt Nam 2015. Cũng tại Đoàn luật sư Hà Nội, luật sư Trần Thu Nam cho rằng chủ kho phế liệu vi phạm điều 304 Bộ luật hình sự Việt Nam, đồng thời nhận định chính quyền địa phương cũng phải chịu trách nhiệm. Giám đốc công ty luật Minh Bạch Trần Tuấn Anh cho rằng chủ kho phế liệu vi phạm điều 304 Bộ luật hình sự Việt Nam và có thể phải bồi thường theo Luật Dân sự Việt Nam 2015. Cựu Phó tổng cục trưởng Tổng cục Môi trường (Bộ Tài nguyên và Môi trường) Hoàng Dương Tùng việc quản lý các làng nghề được giao cho từng tỉnh quản lý, mỗi tỉnh sẽ giao cho Sở Công thương hoặc Sở Nông nghiệp & Phát triển nông thôn quản lý; nhưng phế liệu vật liệu nổ thuộc quản lý của quốc phòng. Phó Chủ tịch Ủy ban Trung ương Mặt trận Tổ quốc Việt Nam Nguyễn Văn Pha nhận định "hầu hết các quy định đều bị ngó lơ" trong các vụ nổ kho phế liệu gần đây, đồng thời cho rằng khâu tiêu hủy vật liệu nổ có vấn đề.

### Truyền thông
Đài Truyền hình Việt Nam chỉ trích chính quyền địa phương buông lỏng quản lý làng nghề thu gom phế liệu, đồng thời đặt câu hỏi về nguồn bán bảy tấn vũ khí quân dụng cho Nguyễn Văn Tiến. Gia Hiền trên VnExpess cho rằng thị trường tái chế phế liệu tại Việt Nam ít được quan tâm và cơ chế quản lý bị buông lỏng, đồng thời chỉ trích giới thương nhân phế liệu vì lợi nhuận mà gạt bỏ sinh mạng và vấn đề bảo vệ môi trường. Ái Nhân trên Tuổi Trẻ bày tỏ lo lắng khi nhiều địa điểm mua bán phế liệu quân dụng, đồng thời kiến nghị chính quyền địa phương toàn quốc rà soát lại các quy định liên quan đến quản lý kinh doanh phế liệu. Cũng trên Tuổi Trẻ, Nguyễn Tuấn Thành chỉ trích những người liên quan "điếc không sợ súng", đồng thời nêu quan điểm không được kinh doanh trên tính mạng cộng đồng.
Đài Tiếng nói Việt Nam nói rằng việc khởi tố hình sự chủ kho phế liệu chỉ là "giải quyết phần ngọn", đồng thời nhấn mạnh "không thể nói mãi câu chuyện trách nhiệm một cách chung chung". Nguyễn Khắc Giang trên VietNamNet cảm thán "tất cả những quy định pháp luật sẽ trở thành vô nghĩa nếu không được thực thi một cách nghiêm túc". Cũng trên tờ báo này, Phúc Lai nhận xét "dường như các cơ quan chức năng vẫn quản lý những cơ sở thu mua phế liệu theo kiểu cưỡi ngựa xem hoa". Lê Anh Đạt trên Lao Động nói rằng việc buông lỏng quản lý trong vụ nổ này là "vô cảm, bất nhân và là tội ác". Cũng trên Lao Động, Lê Thanh Phong chỉ trích sự tắc trách của Bí thư, Chủ tịch tại chính quyền xã Văn Môn cũng như chính quyền huyện Yên Phong và chính quyền tỉnh Bắc Ninh. Hà Thư trên Gia đình & Xã hội so sánh vụ nổ là "tiếng chuông báo động về công tác quản lý, giám sát".

### Quân đội
Hội Hỗ trợ khắc phục hậu quả bom mìn cho biết Việt Nam phải mất 300 năm mới rà phá hết bom mìn với năng lực hiện tại; do đó, hoạt động kinh doanh vật liệu nổ trái phép sẽ tồn tại. Cựu Phó Chủ nhiệm Ủy ban Quốc phòng và An ninh của Quốc hội Lê Việt Trường thừa nhận hoạt động quản lý chưa chặt chẽ vì "tình trạng nhập nhằng giữa phế liệu và vũ khí vật liệu nổ"; đồng thời xác nhận việc chính quyền Bắc Ninh cấp phép kinh doanh phế liệu trong khu dân cư là "một lỗ hổng". Cựu giám đốc Bảo tàng Lịch sử Quân sự Việt Nam Lê Mã Lương khẳng định quân đội không được phép bán đạn dược và vật liệu nổ ra thị trường dân sự, đồng thời đề nghị Bộ Quốc phòng xác định trách nhiệm những cá nhân liên quan. Cựu Tư lệnh Quân khu 1 Phạm Xuân Thệ cho rằng sức công phá của vụ nổ tương đương với "đạn pháo trăm ly hoặc bom cỡ lớn trăm kg".

### Thương nhân phế liệu
Sau khi nghe tin tức về vụ nổ tại Quan Độ, một chủ kho phế liệu (Dân Tiến, Khoái Châu, Hưng Yên) đã giao nộp hai tấn đầu đạn cho chính quyền xã Dân Tiến. Ngày 12 tháng 6 cùng năm, công an huyện Yên Phong phát hiện một xe tải chở phế liệu bình chứa nhiên liệu máy bay tại thôn Quan Độ, chủ kho phế liệu Nguyễn Thị Toàn thừa nhận là chủ lô hàng.